# Drivers License
Drivers License (englisch für „Führerschein“, Eigenschreibweise drivers license) ist eine Single der US-amerikanischen Schauspielerin und Sängerin Olivia Rodrigo. Das Lied erschien am 8. Januar 2021 bei Geffen Records.
Am 15. Januar 2021 verzeichnete Drivers License weltweit 13.714.177 Streams bei Spotify. Damit war das Lied auf Platz 3 der Liste der meistgestreamten Lieder auf Spotify innerhalb eines Tages nach All I Want for Christmas Is You und Last Christmas.
Das Lied debütierte in den USA, in Australien, Irland, Kanada, den Niederlanden, Neuseeland, Norwegen und Großbritannien auf Platz eins der Singlecharts und wurde in den Vereinigten Staaten elf Tage nach der Veröffentlichung mit einer Goldenen Schallplatte für über 500.000 Verkäufe ausgezeichnet.

## Hintergrund
Rodrigo steht bei Geffen Records unter Vertrag. Über das Label erschien am 21. Mai 2021 das Debütalbum der Sängerin. Drivers License ist die erste Singleauskopplung des Albums. Das Lied wurde bereits 2020 mehrfach mit Teilen der Lyrics über den Instagram-Account von Rodrigo angedeutet. Die offizielle Ankündigung fand am 4. Januar 2021 über Twitter statt.

## Komposition und Text
Drivers License ist eine emotionale Pop-Ballade mit Elementen aus den Genres Folk und Indie-Rock. Musikalisch inspiriert wurde Rodrigo, wie sie selbst bestätigt, von Taylor Swift und Lorde.
Die Tonart ist B-Dur und das Tempo liegt bei 72 Schlägen pro Minute. Der Stimmumfang von Rodrigo reicht in Drivers License von G3 bis F5.
Der Text wurde von Rodrigo zusammen mit dem Musikproduzenten des Liedes Daniel Nigro geschrieben. Der Text handelt von einer gescheiterten Liebesbeziehung. Von den Fans und Medien wurden lyrische Übereinstimmungen mit der unbestätigten Beziehung zwischen Rodrigo und dem Schauspieler Joshua Bassett und dessen ebenfalls unbestätigten Beziehung zu Sabrina Carpenter vermutet.

## Musikvideo
Das Musikvideo wurde am 8. Januar 2021 auf YouTube veröffentlicht. Regie führte Matthew Dillon Cohen. Das Video spiegelt, wie auch die Lyrics, eine Trennung wider. Im Vordergrund des Musikvideos steht Rodrigo selbst. Bis zum 10. März 2021 wurde das Musikvideo auf YouTube über 150 Millionen Mal aufgerufen. Am 10. Januar 2021 war das Musikvideo in den Vereinigten Staaten das am häufigsten aufgerufene YouTube-Video des Tages.

## Kommerzieller Erfolg
| Datum                                                                                                | Streams    | Platzierung a |
| --- | ---------- | ------------- |
| 8. Januar 2021                                                                                       | 1.540.075  | 46            |
| 9. Januar 2021                                                                                       | 4.601.934  | 2             |
| 10. Januar 2021                                                                                      | 7.478.692  | 1             |
| 11. Januar 2021                                                                                      | 11.510.867 | 1             |
| 12. Januar 2021                                                                                      | 13.412.192 | 1             |
| 13. Januar 2021                                                                                      | 13.628.143 | 1             |
| 14. Januar 2021                                                                                      | 13.701.177 | 1             |
| 15. Januar 2021                                                                                      | 13.714.177 | 1             |
| a Platzierungen in den täglichen Spotify Top 200 Global Charts in den ersten acht Tagen nach Release |            |               |

### Streaming
Am 8. Januar 2021 wurde Drivers License auf Spotify veröffentlicht. Am selben Tag konnte das Lied über 1,5 Millionen Streams auf der Plattform verzeichnen und platzierte sich damit auf Platz 46 der meistgestreamten Lieder des Tages. Am 11. Januar wurde Drivers License über 11,5 Millionen Mal gestreamt. Damit brach Rodrigo den Rekord für das Lied mit den meisten Streams innerhalb eines Tages für einen Nicht-Weihnachtssong. Am 12. Januar verzeichnete die Single über 13,4 Millionen Streams und brach damit den eigenen Rekord. Gleichzeitig wurde der Song dadurch nach All I Want for Christmas Is You und Last Christmas zu dem Lied mit den meisten Streams innerhalb eines Tages überhaupt. Am 13., 14. und 15. Januar konnte das Lied jeweils mehr Streams erreichen und den Rekord für einen Nicht-Weihnachtssong noch weitere drei Mal steigern. Darüber hinaus ist Drivers License auf Spotify das Lied mit den meisten Streams innerhalb einer Woche überhaupt.
Auch auf Amazon Music ist Drivers License das Lied mit den meisten Streams innerhalb eines Tages. Bei dem Streaming-Dienst Apple Music konnte sich das Lied an der Spitze der weltweit meistgespielten Songs innerhalb eines Tages platzieren.
Bis zum 10. August 2021 verzeichnete das Lied über eine Milliarden Streams auf Spotify.

### Chartplatzierungen
Drivers License stieg in Deutschland auf Rang vier in die Singlecharts ein. In der darauffolgenden Woche erreichte die Single die Höchstplatzierung auf Rang zwei. In Österreich debütierte das Lied auf Platz eins. In der Schweiz stieg es auf Platz drei in die Singlecharts ein und erreichte in der darauffolgenden Woche mit Platz zwei die Höchstplatzierung. Im Vereinigten Königreich und in den Vereinigten Staaten erreichte die Single in der ersten Woche die Chartspitze. Darüber hinaus konnte sich Drivers License unter anderem auch in Australien, Finnland, Irland, Kanada, den Niederlanden, Neuseeland und Norwegen auf Platz eins der Singlecharts platzieren.
Rodrigo konnte mit Drivers License als erster im 21. Jahrhundert geborener Interpret auf Platz eins der Billboard Hot 100 debütieren.
| ChartsChartplatzierungen       | Höchstplatzierung | Wochen |
| ------------------------------ | ----------------- | ------ |
| Deutschland (GfK)              | 2 (31 Wo.)        | 31     |
| Österreich (Ö3)                | 1 (32 Wo.)        | 32     |
| Schweiz (IFPI)                 | 2 (37 Wo.)        | 37     |
| Vereinigte Staaten (Billboard) | 1 (28 Wo.)        | 28     |
| Vereinigtes Königreich (OCC)   | 1 (22 Wo.)        | 22     |

| ChartsJahrescharts (2021)      | Platzierung |
| ------------------------------ | ----------- |
| Deutschland (GfK)              | 26          |
| Österreich (Ö3)                | 16          |
| Schweiz (IFPI)                 | 25          |
| Vereinigte Staaten (Billboard) | 8           |
| Vereinigtes Königreich (OCC)   | 3           |

### Auszeichnungen für Musikverkäufe
| Land/Region                  | Auszeichnungen für Musikverkäufe (Land/Region, Auszeichnung, Verkäufe) | Verkäufe   |
| ---------------------------- | ---------------------------------------------------------------------- | ---------- |
| Australien (ARIA)            | 11× Platin                                                             | 770.000    |
| Belgien (BRMA)               | Platin                                                                 | 40.000     |
| Brasilien (PMB)              | 3× Diamant                                                             | 480.000    |
| Dänemark (IFPI)              | 2× Platin                                                              | 180.000    |
| Deutschland (BVMI)           | Platin                                                                 | 400.000    |
| Frankreich (SNEP)            | Diamant                                                                | 333.333    |
| Griechenland (IFPI)          | Platin                                                                 | 20.000     |
| Irland (IRMA)                | 5× Platin                                                              | 75.000     |
| Italien (FIMI)               | Platin                                                                 | 70.000     |
| Kanada (MC)                  | 9× Platin                                                              | 720.000    |
| Mexiko (AMPROFON)            | Diamant · + 4× Platin                                                  | 1.260.000  |
| Neuseeland (RMNZ)            | 5× Platin                                                              | 150.000    |
| Norwegen (IFPI)              | 3× Platin                                                              | 180.000    |
| Österreich (IFPI)            | Platin                                                                 | 30.000     |
| Polen (ZPAV)                 | 3× Platin                                                              | 150.000    |
| Portugal (AFP)               | 4× Platin                                                              | 40.000     |
| Schweden (IFPI)              | 2× Platin                                                              | 160.000    |
| Schweiz (IFPI)               | Platin                                                                 | 20.000     |
| Spanien (Promusicae)         | 3× Platin                                                              | 180.000    |
| Vereinigte Staaten (RIAA)    | 6× Platin                                                              | 6.000.000  |
| Vereinigtes Königreich (BPI) | 3× Platin                                                              | 2.000.000  |
| Zentralamerika (CFC)         | Platin                                                                 | 70.000     |
| Insgesamt                    | 67× Platin · 5× Diamant ·                                              | 13.328.333 |

Hauptartikel: Olivia Rodrigo/Auszeichnungen für Musikverkäufe